# Talent (miara)
Talent (łac. tălentŭm od stgr. τάλαντον tálanton – ciężar) – największa jednostka miary masy i pieniądza, używana w starożytności (w Asyrii, Babilonii, starożytnej Grecji i Palestynie).

## W historii
W pierwotnym znaczeniu termin ten oznaczał „to, co się waży”, jak również szalę wagi, na którą kładziono ciężar, czyli samą wagę. 
Z przekazu Herodota wiadomo, że w Mezopotamii miara talenta odpowiadała masie 30,12 kg (Dzieje III 89,2), Izraelici w czasach Starego Testamentu przejęli ją jako kikkar (krąg) wagi ok. 34–36 kg, zaś jej odpowiednik na Krecie liczył ok. 29 kg.
W Babilonii talent stanowił równowartość 60 min i 3600 szekli. W Grecji stosowany na długo przed wprowadzeniem monet, nigdy jako moneta nie funkcjonował, będąc jedynie ekwiwalentem określonej masy srebra ważonego lub (później) w monetach. Np. w Atenach VI–V wieku p.n.e. odpowiadał wartości 60 min oraz 6000 drachm srebrnych i 36 tys. miedzianych oboli, pełniąc wyłącznie funkcję pieniądza obrachunkowego. W handlu międzynarodowym służył do odważania głównie złota lub srebra. Również u Greków masa talenta zależała od lokalnych systemów wagowo-pieniężnych, np. attycko-eubejskiego wynosiła 26,196 kg, egineckiego – 37,1 kg. W greckich koloniach sycylijskich attycki talent wyjątkowo dzielono na 240 (później 120) jednostek zwanych litra. W systemie aleksandryjskim, używanym nie tylko w ptolemejskim Egipcie, lecz i poza nim, w licznych miastach hellenistycznych, masa ówczesnego talenta wynosiła aż 43,66 kilograma. 
U Rzymian odpowiednikiem talenta było centumpondium (centussis) równe 100 librom (funtom) srebra. Choć w rzymskim systemie miar praktycznie on nie funkcjonował, w handlowym obiegu przyjmowano też, że talentowi attyckiemu wagowo odpowiadała płynna miara quadrantala (amfory) o masie 80 funtów rzymskich.
W średniowieczu nazwę tę niekiedy odnoszono tę do funta obrachunkowego, na który składało się 240 srebrnych denarów.
Jeszcze później miara ta zaistniała również jako nowogrecka jednostka wagowa o nazwie „talanton”, równa 1/10 tonos lub 100 min (nowogreckich), miała masę 150 kg.

## W kontekście biblijnym
O talentach mówił Jezus Chrystus w jednej z przypowieści (o słudze nieużytecznym): „Podobnie też [jest z królestwem niebieskim] jak z pewnym człowiekiem, który mając się udać w podróż, przywołał swoje sługi i przekazał im swój majątek. Jednemu dał pięć talentów, drugiemu dwa, trzeciemu jeden, każdemu według jego zdolności, i odjechał. Zaraz ten, który otrzymał pięć talentów, poszedł, puścił je w obrót i zyskał drugie pięć. Tak samo i ten, który dwa otrzymał; on również zyskał drugie dwa. Ten zaś, który otrzymał jeden, poszedł i rozkopawszy ziemię, ukrył pieniądze swego pana.” (Mt 25,14-30).
O talentach mowa jest także w przypowieści o nielitościwym dłużniku, gdzie przykładowo niewyobrażalny dług sięga dziesięciu tysięcy talentów (Mt 18,23-35). Wspomniane są również w opisie siedmiu czasz gniewu Bożego, gdy po wylaniu ostatniej, na ludzi spadły bryły gradu o wadze około talentu (Ap 16,21).